# 燃料

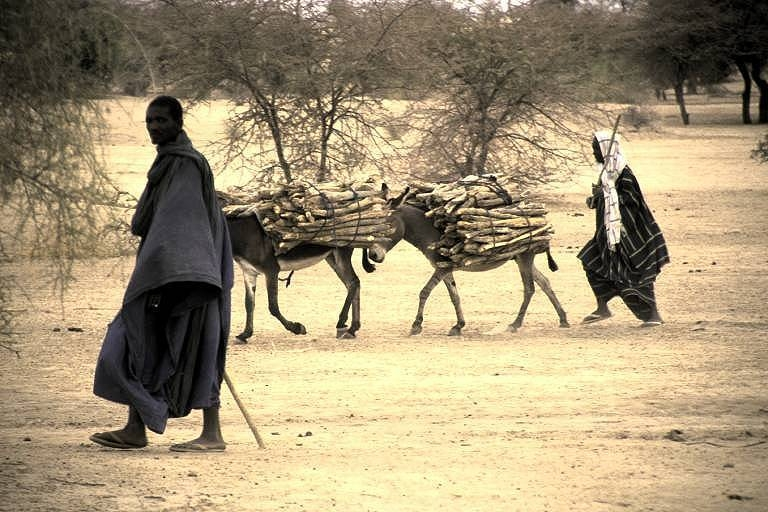
木材是人类最早使用的燃料之一。

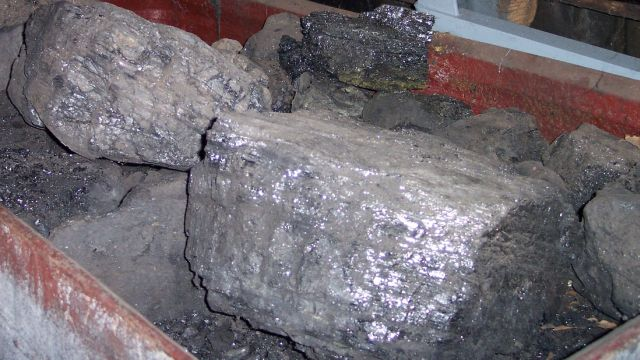
石煤

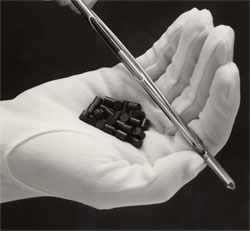
核燃料

燃料（英語：fuel），是一種透過化學反應或核反應釋放本身的內能以供其它方面使用的物質。
燃料可分成天然燃料與人工燃料。天然燃料从大自然获得并可以直接使用，比如木柴、煤等；人工燃料是经过工艺加工后获得的燃料，比如焦炭、燃油等。
燃料的质量由它所产生热量的能力热值来决定。利用废气中所含水蒸气的能量，人们可以在技术上提高热值。

## 化學燃料
- 生質燃料（至少80％的體積，由十年內生產的有機活體物質所提煉出的燃料）
- 化石燃料
- 高能燃料（比同质量汽油燃烧时放出的热量高的燃料）

## 核燃料
- 核分裂
- 核融合

## 价格
随经济情况的发展燃料的世界市场价格升降剧烈。以下为一些燃料在1970年到2004年之间的波动范畴：
- 原油：900%
- 天然气：700%
- 石煤：200%

重要燃料的价格对于国民经济有非常大的影响。燃料价格的提高比如可以加强通货膨胀。

## 应用
燃料的应用很多：
- 固体燃料今天在发达国家主要用来生产蒸汽发电。此外在机械工艺和金属冶炼生产铁和钢的过程中也需要固体燃料。在发达国家固体燃料很少用来加热。但是在发展中国家及戶外活動中固体燃料依然是加热取暖和煮食的重要原料。
- 液体燃料是交通和取暖所使用的燃料的重要组成部分，此外液体燃料还是化学工业的重要原材料。
- 气体燃料主要用在日常生活中、取暖和发电。此外在化学工业中气体燃料也是重要的燃料和原材料。

## 常见化學燃料的热值

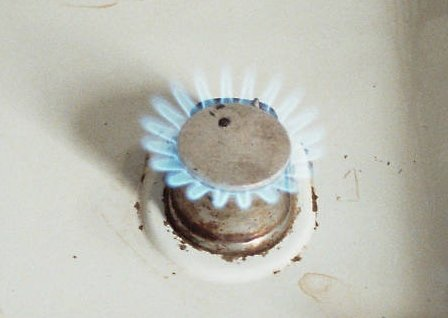
燃烧的天然气

氣體燃料的热值[MJ/m³]
- 一氧化碳：11.5
- 天然气：31.7~41.8
- 煤气：17.6
- 甲烷：32.8
- 乙炔：51.6
- 乙烯：54.2
- 乙烷：58.9
- 丙烷：83.4
- 丁烷：108.4

液体燃料及氢气的热值[MJ/kg]
- 氢气：141.6
- 机油：36.0
- 石蜡：45.0
- 甲醇：19.6
- 乙醇：26.9
- 异丙醇：30.9
- 苯：40.2
- 生質柴油：37.0
- 柴油：43.0
- 取暖油：42.7~40.2
- 汽油：42.5

固體燃料的热值[MJ/kg]
- 木头：15.1
- 纸：15.0
- 泥炭：14.7
- 煤炭：8.0
- 煤球：19.7
- 石煤：27.2~31.4
- 木炭：30.1
- 碳：32.8
- 磷：25.2
- 硫：9.3
- 镁：25.2
- 橡胶：35.0

## 相關
- 生物燃料
- 化石燃料
- 核燃料
- 燃料電池